# Doboj
Doboj (srbsky: Добој) je město v Bosně a Hercegovině. Nachází se v údolí řeky Bosny, při ústí řeky Spreči. Dle sčítání lidu z roku 2013 zde žilo 24 349 obyvatel, kteří jsou převážně srbské národnosti. Město administrativně spadá pod Republiku srbskou. Doboj má v rámci Bosny a Hercegoviny význam především jako významný uzel železniční dopravy v zemi.

## Klimatické poměry
Průměrná letní teplota se zde pohybuje okolo 22 °C a průměrná zimní potom mezi −1 °C a −2 °C. Průměrná roční teplota je 10,5 °C.

## Historie
Na místě soutoku řek Usora a Bosna byly při archeologických průzkumech nalezeny stopy souvislého osídlení z dob neolitu. Osídlení existovalo i v dobách existence Římanů i Ilyrů (předchůdců Slovanů na území Jihovýchodní Evropy). Pevnost, okolo níž se město rozvinulo, byla postavena nejspíše ve 12. století.
První písemná zmínka o existenci Doboje pochází ze zápisu dubrovnických kupců z roku 1415.
V roce 1476 dobojskou pevnost obsadili během svého pronikání na Balkán Turci, a to, poté, co překonali soutěsku řeky Vrbas u obce Vranduk. Původní pevnost byla v roce 1490 intenzivně přestavovaná a rozšiřovaná, neboť se Maďaři přiblížili k městu a hrozili jeho dobytím z osmanských rukou. Po několik set let, kdy byl Doboj držen Osmany, však bylo město vystaveno různým útokům ze strany Habsburské monarchie. Zřízena zde byla kapetanie, jíž byl Doboj centrem. Během vpádu Evžena Savojského do Bosny se vojenská posádka Doboje vzdala. 
Po Berlínském kongresu se města zmocnili Habsburkové, kteří získali do správy celé Bosny a Hercegoviny. V Doboji však byl příchod nového vojska provázen ozbrojenými střety. Několik tisíc místních obyvatel, převážně muslimské víry, se vzbouřilo a pokoušelo se zastavit dvacátou divizi rakouské armády generála Lászlo Saparyho, která do Doboje vstoupila. Podle prvních dat, která shromáždili Rakušané o Bosně, žilo v roce 1879 celkem 1351 obyvatel a stálo zde 303 domů. Rakousko-uherská správa se soustředila na rozvoj infrastruktury a byla postavena železnice, prašné silnice a závody na těžbu dřeva a dalších surovin.
Třetí vojenské mapování na své mapě Doboje z konce 19. století již zaznamenalo existenci železniční stanice a trati s odbočkou do Simin Hanu (Tuzly) a pozůstatky jedné (nejspíše pevnosti) v ruinách. Patrné jsou rovněž i místní kasárny a pevnost.
Během první světové války se zde nacházel rakousko-uherský internační tábor pro Srby, odváženi sem byli Srbové jak z Bosny, tak i ze Srbska a Černé Hory. Ke konci války již museli být vězni odváženi jinam, převážně na území dnešního Maďarska. Během existence Království Srbů, Chorvatů a Slovinců bylo město integrováno do státu jako součást původně méně rozvinutého regionu. V roce 1922 zde byl postaven vodovod a o tři roky později zavedena elektřina.
O dvacet let později, za druhé světové války zde operovali četnici pod vedením Dragoljuba Mihajloviće, kteří zde měli svůj hlavní stan. Poté jej přenesli do Ravné gory v dnešním Srbsku. Aktivní bylo ale také jugoslávské partyzánské hnutí. Kontrolu nad větší částí města, které bylo původně součástí fašistického Chorvatska, získali v noci z 23. na 24. srpna 1943. Německé vojáky se podařilo vyhnat ale až v dubnu 1945, protože nacisté považovali Doboj díky své poloze za strategický bod a pokoušeli se ho co nejdéle udržet.
Po druhé světové válce byl Doboj rozsáhleji přestavěn. Původní nádraží i železniční trať byly přemístěny na druhý břeh řeky Bosny. Na uvolněné ploše u řeky vznikla nová zástavba v podobě obytných bloků s pravoúhlou uliční sítí. Poslední územní plán byl pro město schválen v roce 1990.

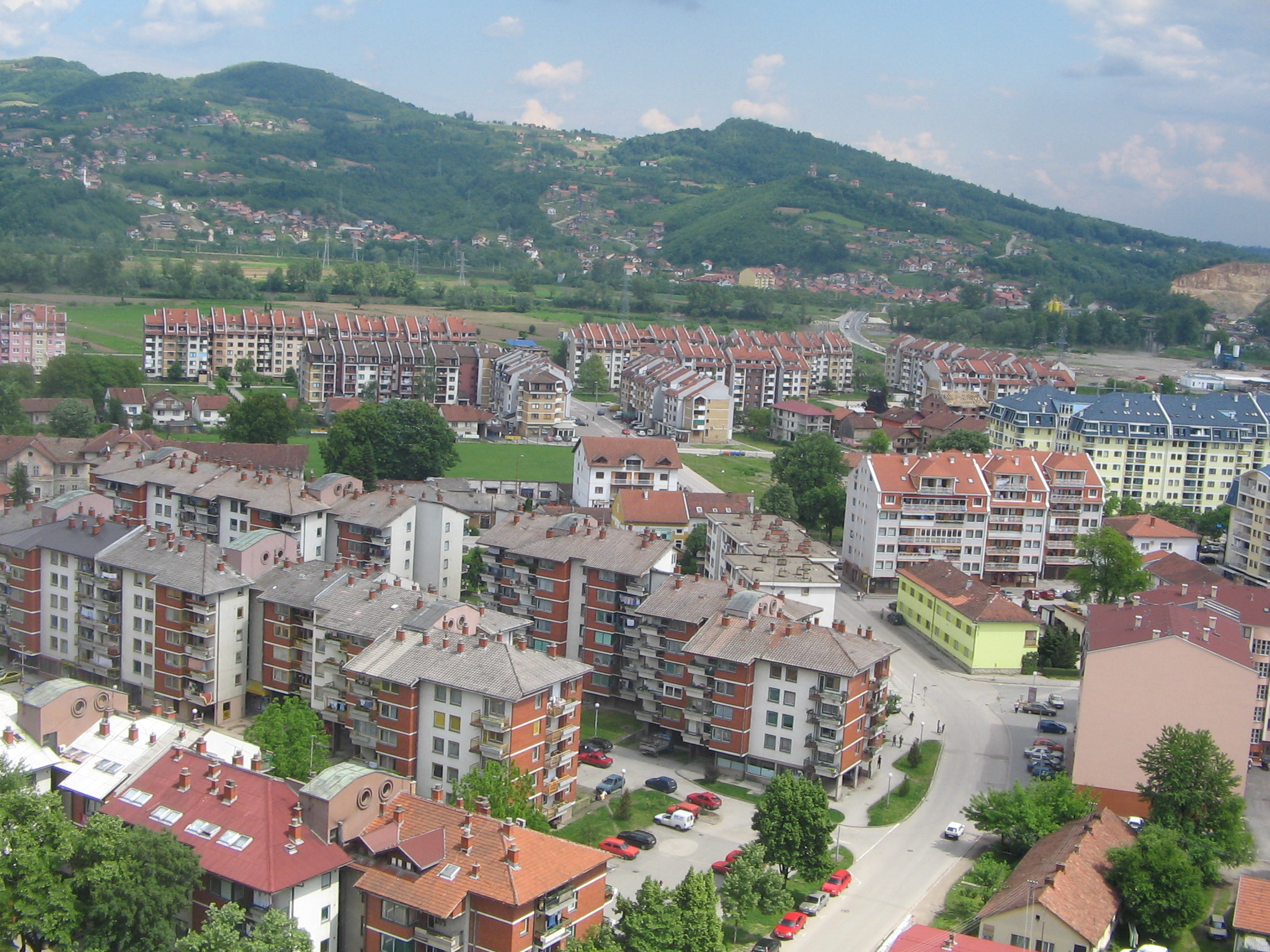
Novější zástavba v Doboji

Dne 4. srpna 1991 se konala v Doboji demonstrace proti násilnostem, které odstartovaly válku v Bosně a Hercegovině. Shromáždění se konalo v parku národních hrdinů a bylo spíše symbolickým vyjádřením názoru té části obyvatelstva, která ostře odsuzovala nacionalismus.
Vládnoucí Srbská demokratická strana v květnu 1992 po vzoru ostatních míst v Bosně a Hercegovině zformovala krizový štáb a převzala vládu nad městem. Etnický neklid tak byl ještě umocněn a hlavně mohl získat podporu shora. Z okolních vesnic, které se nacházejí na území opštiny Doboj začali odcházet, nebo byli vyháněni, příslušníci nesrbských národů, tedy Bosňáků a Chorvatů. Docházelo často k válečným zločinům. Město bylo během bojů ničeno.
Odpovědné osoby byly po válce odsouzeny tribunálem ICTY. Docházelo k rozsáhlým přesunům tisíců lidí. A to nejen Bosňáků, kterých bylo mezi uprchlíky nejvíce, ale také i Chorvatů a samozřejmě Srbů, kteří se rovněž stali oběťmi války.
Po konfliktu byla původní opština rozdělena na tři; kromě samotného města Doboj vznikly i administrativní jednotky Doboj Istok (Doboj Východ) a Doboj Jug (Doboj jih). Podobně jako v jiných městech v zemi se tak umocnil převažující etnický prvek, který byl v Doboji srbský a dnes se jedná tedy převážně o srbské město. Celkový počet obětí války dosáhl 2201 osob.
V roce 2014 zasáhly město katastrofální povodně. Kvůli několikadennímu nepřetržitému dešti hladina řeky Bosny neustále stoupala. Dne 14. května se řeka nakonec vylila z břehů a vlila se do ulic města. Zaplaveno bylo asi 80 % jeho území. Všechny přístupové cesty byly neprůjezdné a Doboj byl prakticky odříznut od zbytku země. Nejvyšší hladina vody činila dne 15. května přibližně 4 metry. Tisíce lidí zůstaly uvězněny ve svých domech a bytech bez elektřiny, tekoucí vody a telefonního spojení. Uvězněným lidem poskytli dobrovolníci a místní úřady provizorní zásoby vody a jídla pomocí nafukovacích člunů. K evakuaci osob, jejichž životy byly v bezprostředním ohrožení, byly použity dva vrtulníky.

## Kultura a pamětihodnosti

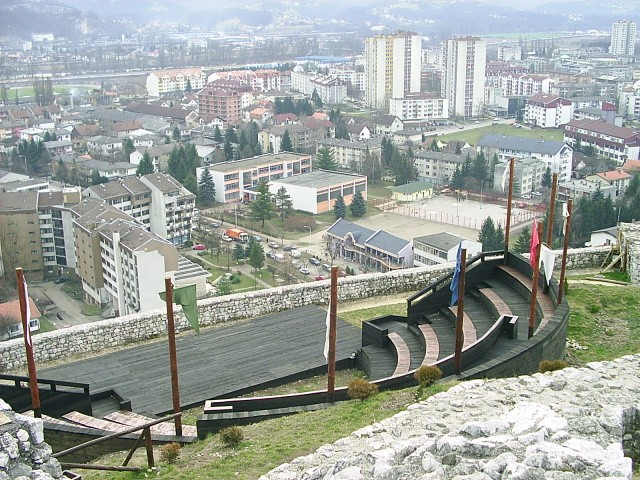
Divadlo místního hradu a pohled na město.

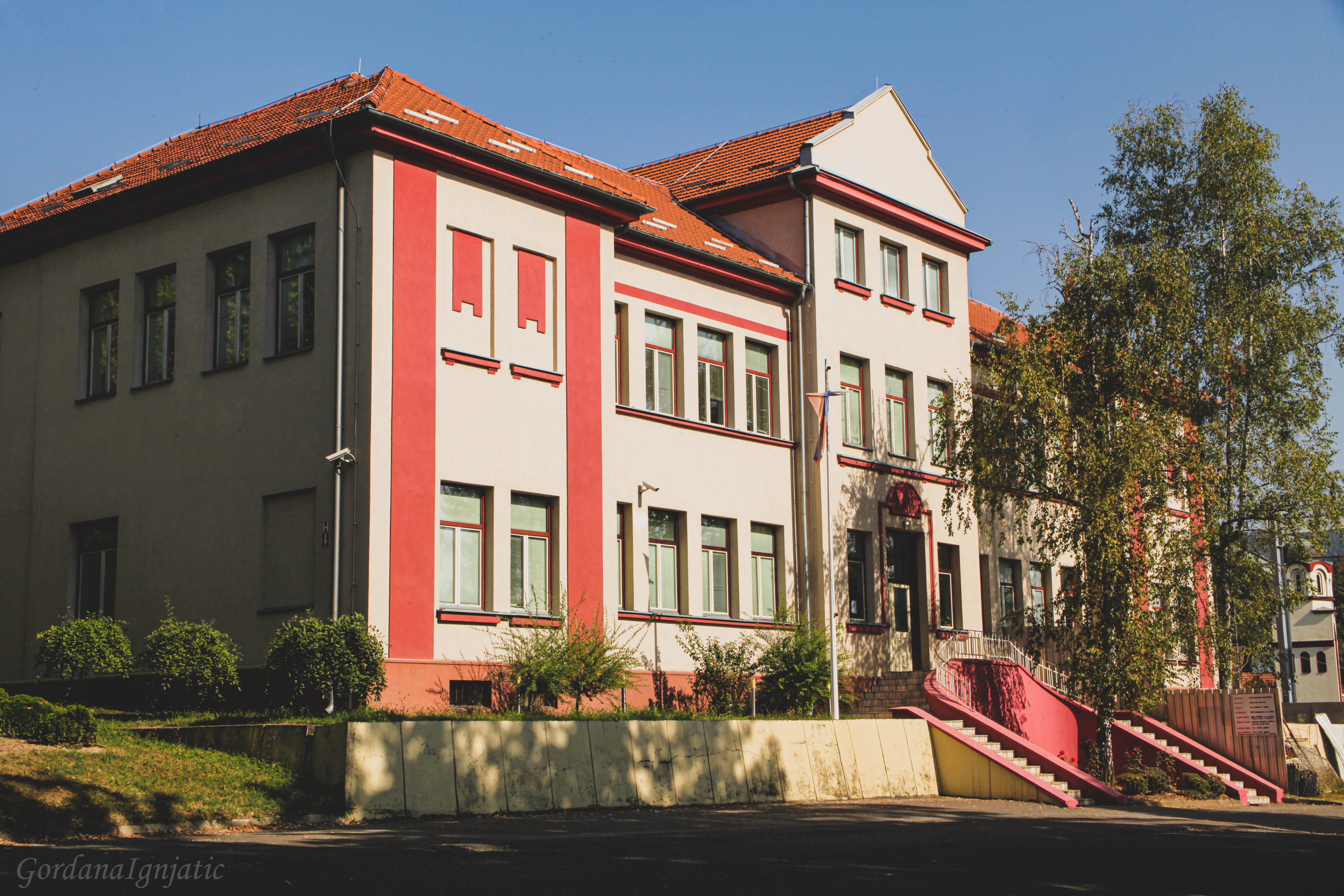
Zdravotnická škola v Doboji.

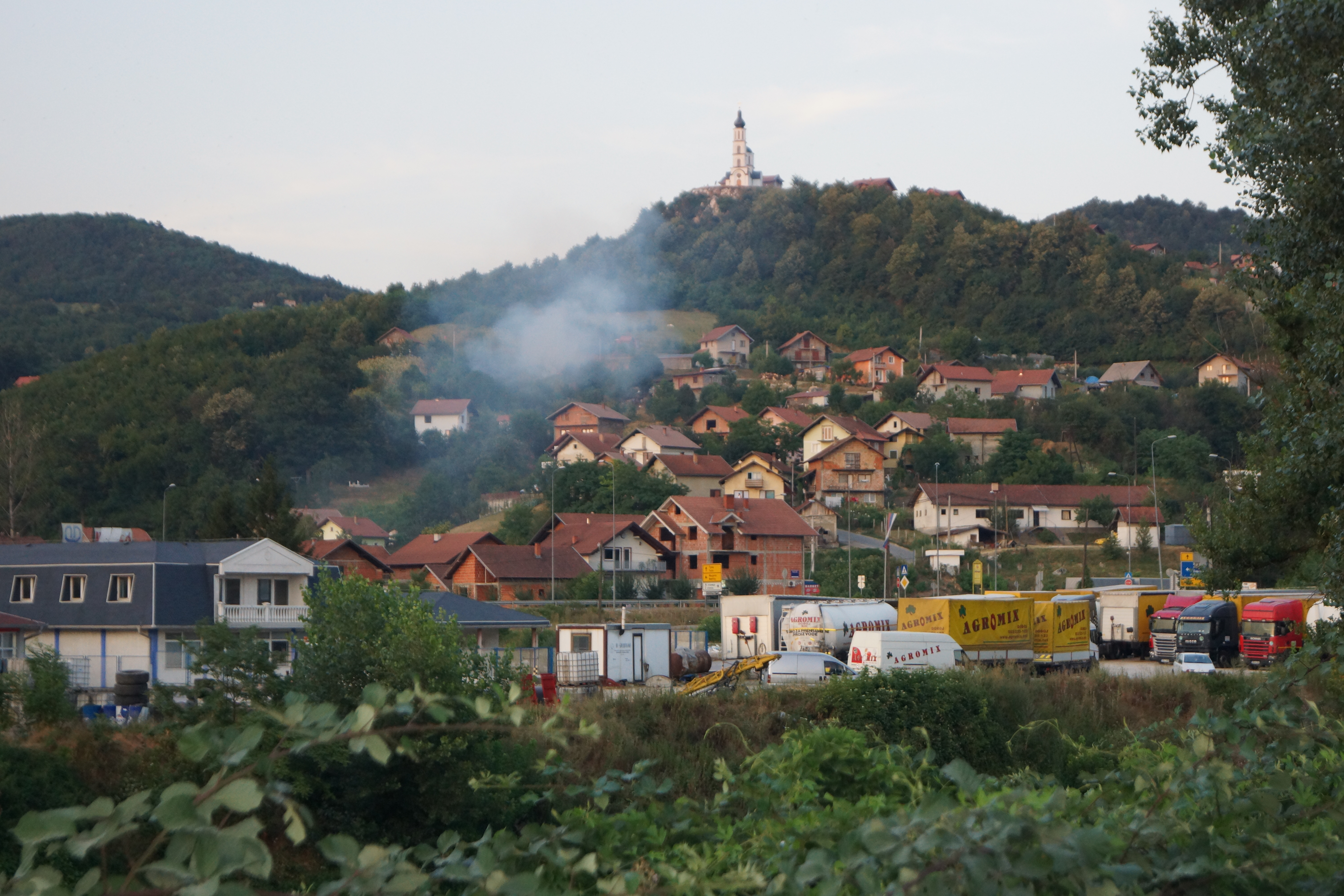
Město a pravoslavný kostel.

Od roku 1956 působí v Doboji regionální muzeum (bosensky Zavičajni muzej), dále se zde nachází pobočka Národní knihovny (založená v roce 1946) s fondem cca 75 000 knih. Hlavní kulturní institucí ve městě je Centrum pro kulturu a vzdělávání (srbsky Centar za kulturu i obrazovanje), který organizuje různé koncerty, výstavy a další kulturní akce.
Mezi kulturní památky, resp. navštěvované pamětihodnosti města patří:
- Historická pevnost (Gradina) původem z počátku 13. století. Je z ní výhled na město a údolí řeky Bosny. Jedná se o kulturní památku vysokého stupně významu.[3]
- Mulalićův dům
- Srbský pravoslavný kostel v blízkosti pevnosti (vydržel celou dobu války v 90. letech 20. století).

## Bezpečnost
V Doboji se také nachází kasárny armády Bosny a Hercegoviny, dříve zde stály kasárny i jugoslávské a předtím rakousko-uherské.

## Ekonomika
Doboj je průmyslové město s kovozpracujícími, textilními a chemickými závody. V blízkosti města se nachází také uhelný důl.
Teprve až několik let po válce se Doboj začal vážněji hospodářsky rozvíjet. Problémem je vysoká nezaměstnanost, nelegální zaměstnávání, ale také rozdrobená a neefektivní hospodářství v oblasti zemědělství.
Pouze třem společnostem se po privatizaci podařilo zvýšit počet zaměstnanců. Jedná se o RKTK Doboj, důl na vápenec a továrnu na vápno v Sevarliji, TKS Dalekovod, výrobce nadzemního elektrického vedení, ocelových sloupů a souvisejících kovových konstrukcí na severu Doboje. Ve všech třech případech tak bylo možné jen díky přímým zahraničním investicím.
V březnu 2006 činil průměrný příjem 520 KM a hodnota měsíčního spotřebního koše 460 KM.
V malé obci Stanari nedaleko Doboje se provozuje uhelný důl Rudnik. Jejím vlastníkem je britská společnost EFT, která se zabývá investičními fondy. Koupí uhelného dolu britskou společností bylo zajištěno nemálo pracovních míst.
Z hospodářského hlediska je také významná turistika; město bylo časopisem Forbes označeno za jedno z pěti nejpodceňovanějších měst na Balkáně. Rozvoj turistiky stojí na místních kulturních památkách a oblíbené je např. u návštěvníků z Maďarska.

## Doprava
Díky vhodné poloze v údolí řeky Bosny a dobrému napojení na železniční trať do Sarajeva byly v Doboji příhodné podmínky pro rozvíjení mnoha odvětví průmyslu. Od roku 1996 sídlí v Doboji Željeznice Republike Srpske, město má jako železniční uzel význam i z hlediska celé Bosny a Hercegoviny, jejíž drážní síť je velmi řídká.
Ve stejném směru vede i hlavní tah silniční, který by měl výhledově být obveden z města a nahrazen prodlouženou dálnicí A1.

## Školství
V Doboji se nacházejí 4 základní školy (Základní hudební škola, Základní škola Dositeje Obradoviće, Základní škola Svatého Sávy a Základní škola Vuka Karadžiće). Nachází se zde několik gymnázií a středních škol. Sídlí zde rovněž soukromá vysoká škola Slobomir P Univerzitet a Dopravně-technická fakulta Univerzity ve Východním Sarajevu.

## Sport
Působí zde fotbalový tým s názvem FK Sloga Doboj, obdobně se jmenuje i tým v házené.

## Zdravotnictví
V roce 2023 procházela místní nemocnice přestavbou.

## Známé osobnosti
- Silvana Armenulić (1939–1976), zpěvačka
- Indira Radić (* 1966), zpěvačka
- Danijel Šarić (* 1977), házenkář
- Esad Razić (* 1982), házenkář
- Jasmina Rebmann-Janković (* 1986), házenkářka
- Ajdin Mahmutović (* 1986), fotbalistka
- Ivona Brdjanovic (* 1986), spisovatelka